# Tanneck (Elsdorf)

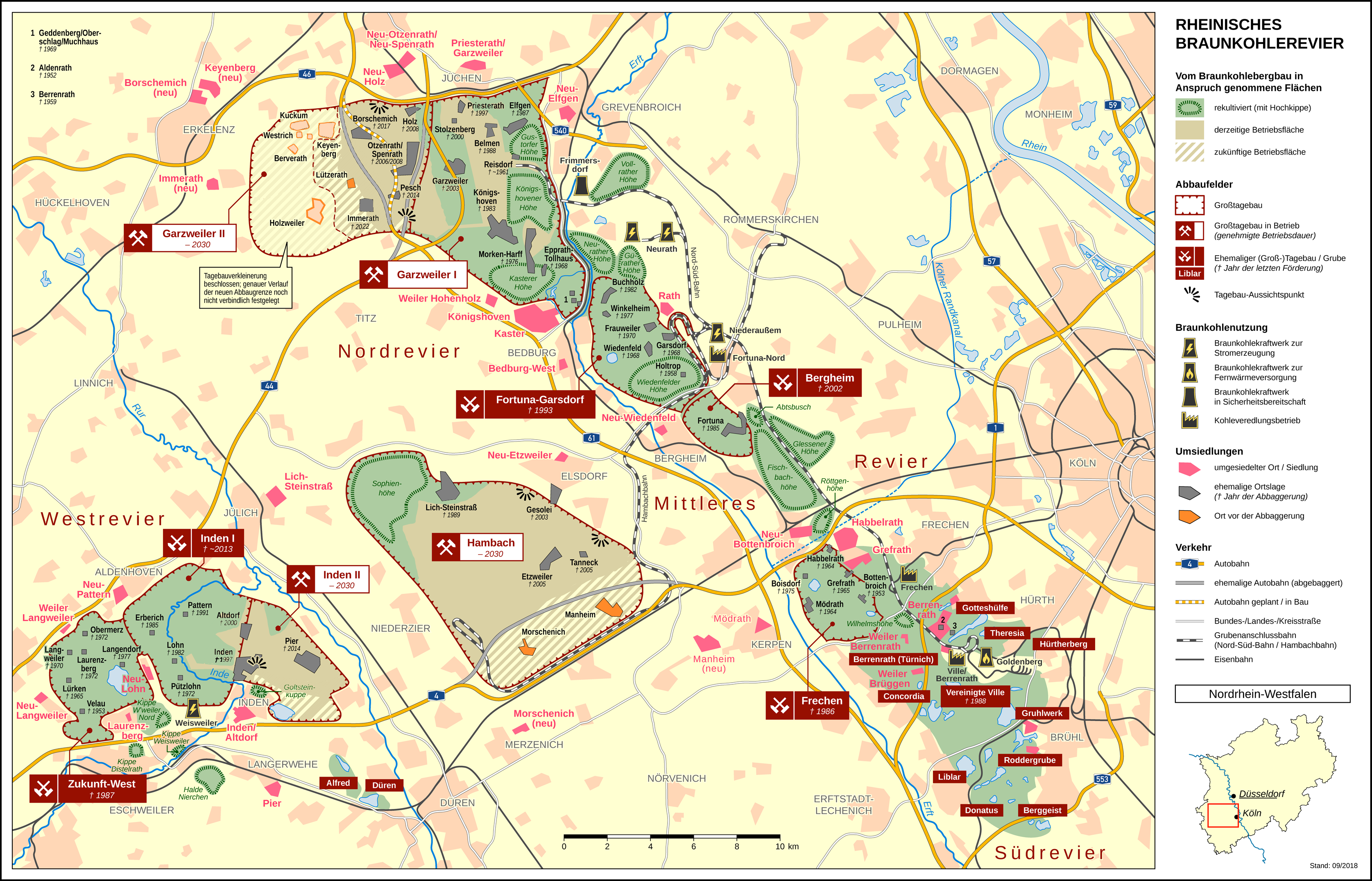
Lage des ehemaligen Ortes Tanneck im Rheinischen Braunkohlerevier

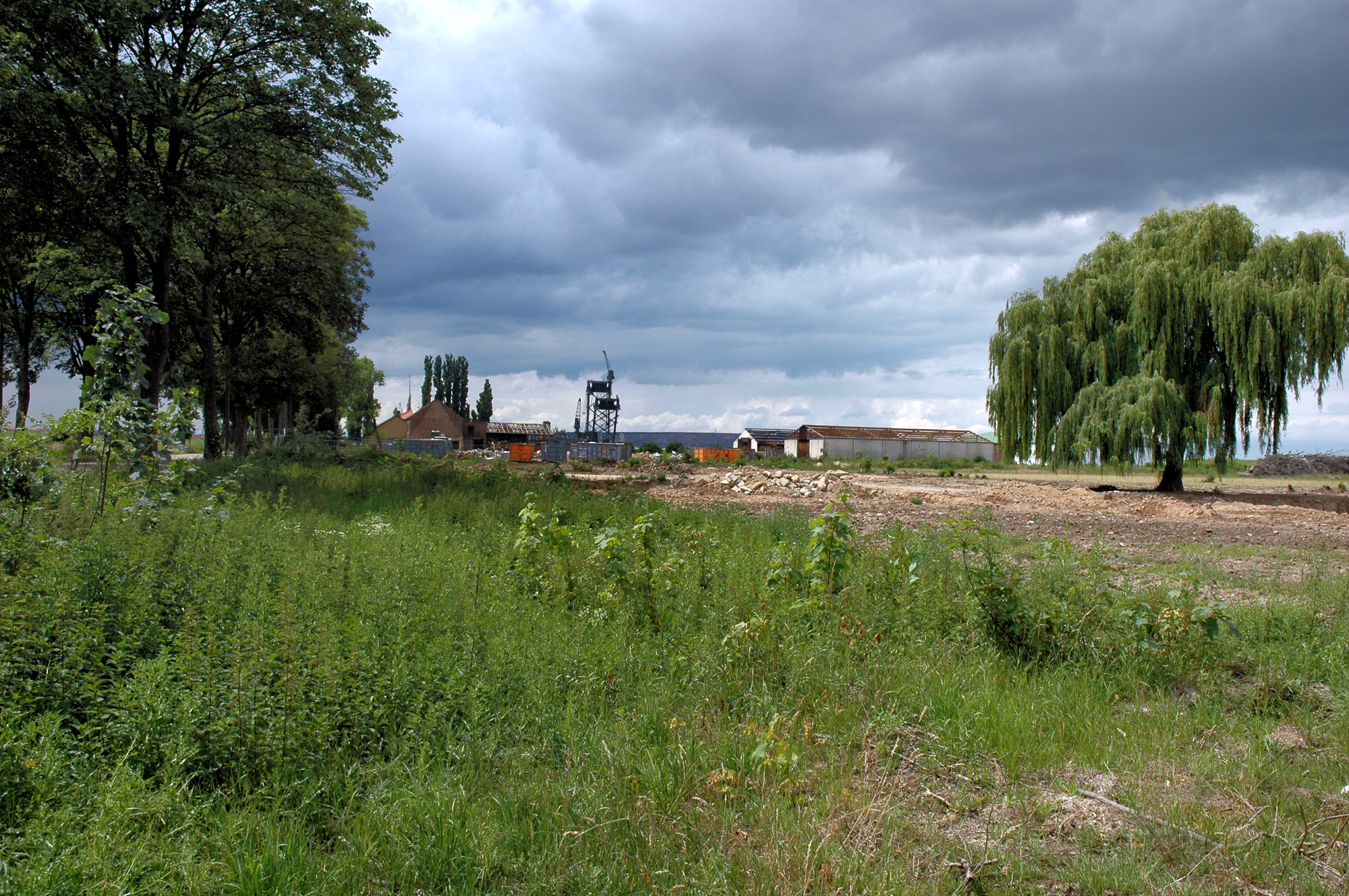
Tanneck während des Abrisses im Jahr 2011, im Hintergrund ein Schaufelradbagger.

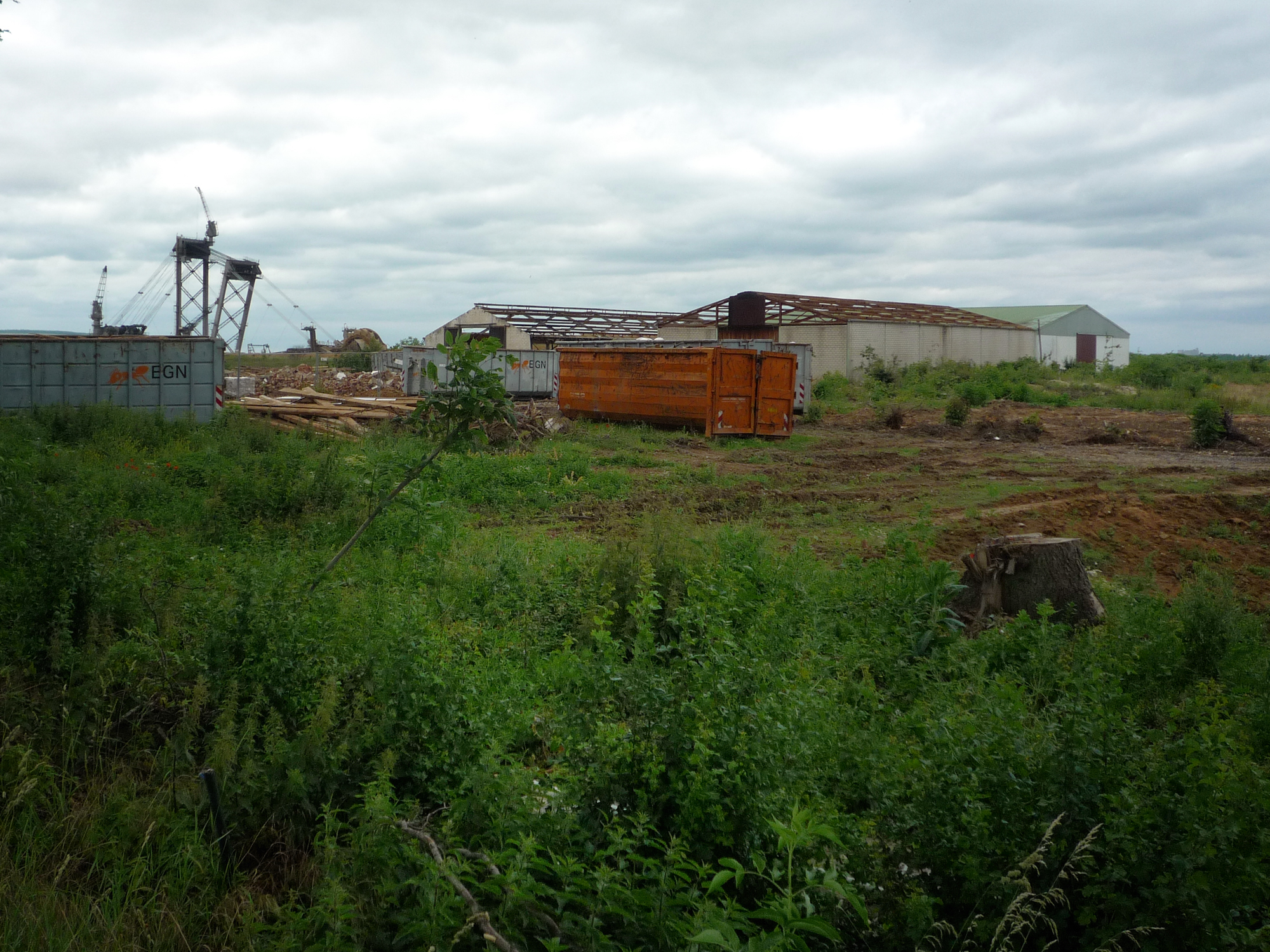
Tanneck während des Abrisses im Jahr 2011, links im Bild ein Schaufelradbagger, nur wenige hundert Meter von Tanneck entfernt

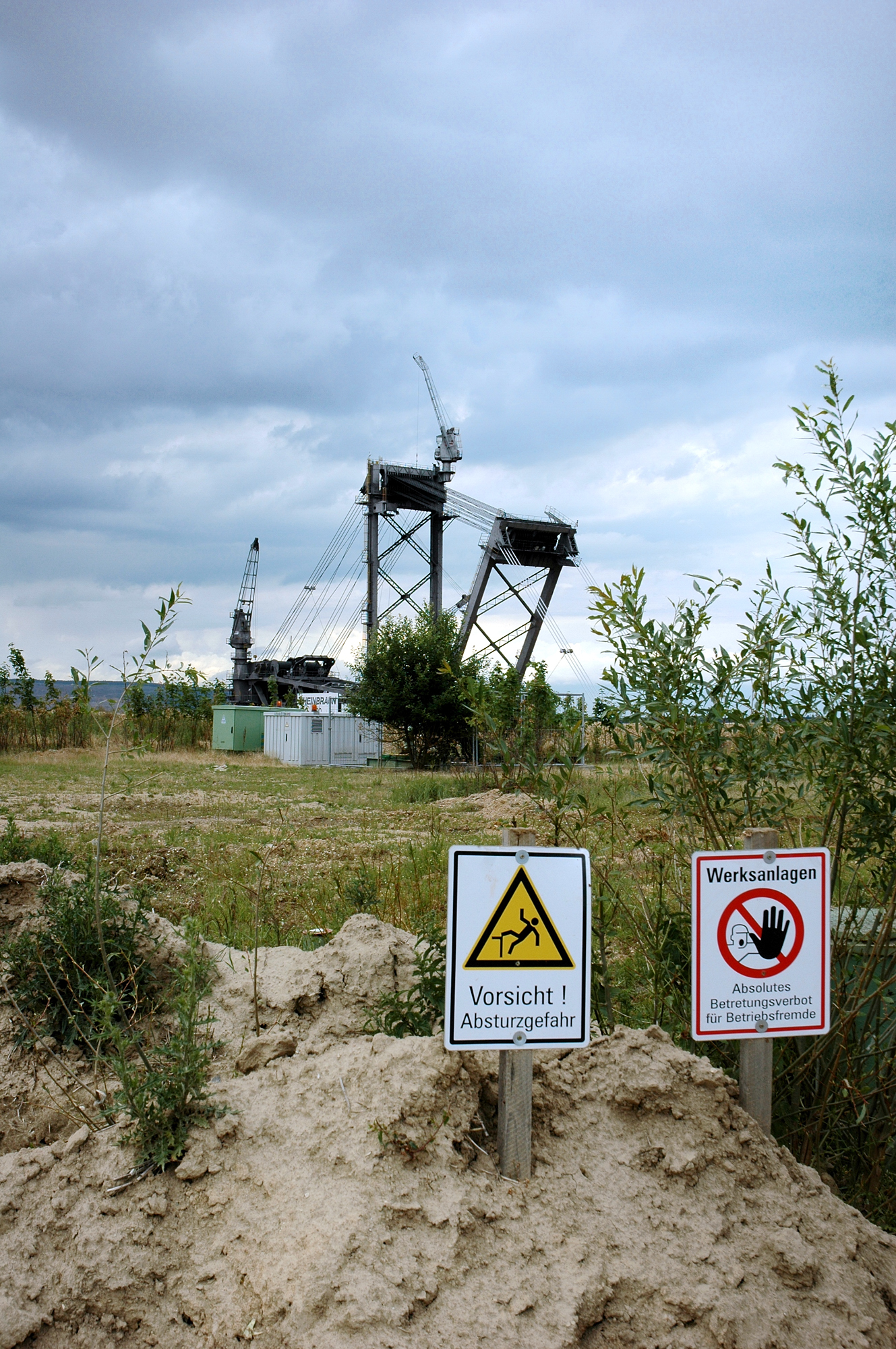
Schaufelradbagger an der Abbruchkante zu Tanneck

Tanneck war ein Ortsteil der Stadt Elsdorf im Rheinland. Elsdorf ist eine Stadt im Rhein-Erft-Kreis, Nordrhein-Westfalen. Aufgrund der Ausdehnung des Tagebaus Hambach in südwestliche Richtung wurde der Ort umgesiedelt. Ende 2011 wurde Tanneck endgültig durch den Tagebau vereinnahmt. Inzwischen liegt der frühere Standort Tannecks im Tagebau Hambach.

## Lage
Tanneck lag zwischen Berrendorf-Wüllenrath, Etzweiler und Manheim an der Bundesautobahn 4.

## Geschichte
Tanneck war vor allem für sein bis in das Jahr 1860 zurückreichendes Gestüt bekannt. Mitte des 19. Jahrhunderts ließ sich in Tanneck die Unternehmerfamilie Langen nieder, um hier ihren Sommersitz im Haus Tanneck einzurichten. Das relativ kleine Gestüt und das darauf befindliche Haus wurden 1940 als „Gut Tanneck“ von Legationsrat Horst Wagner im Auftrag des neu ins Amt des Reichsaußenministers gekommenen Joachim von Ribbentrop für 74.000 Mark gekauft. Es sollte als Gestüt des Auswärtigen Amtes eine gesellschaftliche Plattform für die Begegnung mit einflussreichen Personen aus dem Ausland und gegebenenfalls zur Ausbildung von diplomatischen Attachés ausgebaut werden. Als Verwalter wurde Wagner durch Ribbentrop berufen. Nach der deutschen Besetzung Frankreichs wurden noch im Sommer 1940 über vierzig französische Zucht- und Rennpferde aus der Gegend um Poitiers „beschafft“, die im Oktober 1940 nach Deutschland verbracht wurden. In Tanneck konnten jedoch nur 15 davon untergebracht werden. Für die Bewirtschaftung des Gutes hatte Wagner die Familie seines bisherigen Kraftfahrers, Heinz und Hanna R., eingestellt, die dort wohnten und ihren Lohn vom Außenministerium bezogen. Für die züchterische Betreuung des Pferdebestandes war der frühere Kavallerist Emil Sch. zuständig. Etwa 1941 wurde das Gut aus betriebswirtschaftlichen Gründen an das NS-Gestüt „Wiesenhof“ in Berlin-Dahlem eingeschlossen. Bis zum Herbst 1944 kümmerte sich Wagner um den Bestand des Gutes. Er weilte mindestens einmal monatlich für mehrere Tage auf dem Gutsgelände, zumal er von den Pferden auch zwei Wallache sein „Eigen“ nannte. Für den Unterhalt des Anwesens waren vom Finanzministerium bereits 1940 zehn Millionen Mark bewilligt worden. Um die Jahreswende 1944/1945 wurde das Gestüt geräumt und dann die letzten Monate des Kriegs als Lazarett genutzt. Während dieser Zeit wurden die Gebäude durch Luftangriffe nahezu vollständig zerstört.
Die Unterlagen, einschließlich des Kaufvertrages für das „Gut Tanneck“ hatte Wagner noch vor dem Zusammenbruch des Dritten Reiches an sich genommen und bewahrte die Dokumente bis Anfang der 1950er Jahre zugriffssicher auf. Da er sich wegen der von ihm begangenen Kriegsverbrechen zu dieser Zeit im Ausland aufhielt, beauftragte er den Rechtsanwalt Schreiber 1952, seine vermeintlichen „Besitzansprüche geltend“ zu machen. Vermutlich wird dieser Plan nicht funktioniert haben, denn 1952 kaufte Adolf Schindling Haus Tanneck und benannte es in Gestüt ASTA um. ASTA war als Akronym für Adolf Schindling Tanneck gewählt.